# Vogelfrei (1985)
Vogelfrei (Originaltitel: Sans toit ni loi) ist ein französisches Spielfilmdrama von Agnès Varda aus dem Jahr 1985, das von einer Frau handelt, die in absoluter Freiheit leben will und als Landstreicherin durch das winterliche ländliche Südfrankreich (das Midi) zieht, dafür aber auch einer rauen Umgebung (sowohl der Menschen als auch der Natur) ausgesetzt ist, entsprechend der Doppeldeutigkeit des deutschen  Filmtitels (der Originaltitel bedeutet „Ohne Dach und Gesetz“).
Die Geschichte wird in pseudodokumentarischem Stil erzählt, teilweise in kurzen Rückblenden und „Interviews“ von Leuten, die der jungen Frau kurz begegneten. Lücken in der Erzählung muss der Zuschauer selbst ausfüllen. Der Film bleibt dabei nüchtern und lässt keine Sentimentalität aufkommen. Filmisch findet das eine Entsprechung in den kargen winterlichen Landschaftsbildern und in der spröden Musik.
Agnès Varda meinte dazu: „Ich wollte einen bewegenden Film machen, der auch über einige Gedanken meditiert, wie den der Freiheit  ... und der ein gut ausgedachtes Puzzle ist, bei dem aber einige Stücke fehlen“. Der Film kam am 4. Dezember 1985 in die französischen und am 24. April 1986 in die deutschen Kinos.

## Handlung
Ein nordafrikanischer Landarbeiter entdeckt die über Nacht erfrorene Mona in einem Weinberg. Danach werden in kurzen Rückblenden und aus dem Blickwinkel verschiedener Personen Episoden aus den letzten Wochen der Vagabundin Mona gezeigt, meist flüchtige Begegnungen unter anderem mit einem Tankstellenpächter, einer Professorin, die Bäume erforscht und Mona im Auto mitnimmt, einem Intellektuellen und Aussteiger mit eigener Ziegenzucht oder einem tunesischen Landarbeiter in einem Rebfeld. Sie wird von einem Friedhof vertrieben, auf dem sie campt, und bekommt Angebote, in einem Pornofilm mitzuspielen und einen Kartoffelacker zu bepflanzen.
Immer zieht Mona nach kurzer Zeit weiter, wenn sie ihre Freiheit bedroht sieht. Das Ende von Mona ist ebenso zufällig: Übermüdet wandert sie, nachdem sie durch einen Brand ihre wenigen Habseligkeiten verloren hat, weiter durch ein Feld, stolpert in einen Graben und bleibt liegen. Mona selbst bleibt rätselhaft. Sie erweckt die unterschiedlichsten Gefühle und lädt in ihrer Schroffheit und Kühle nicht zur Identifizierung ein. Sie spricht kaum über ihre Vergangenheit. Nur an einer Stelle gibt sie etwas von sich preis und erzählt, dass sie früher Büroangestellte war.

## Hintergrund
Vogelfrei ist nach fast zehn Jahren, in denen sie vor allem Dokumentarfilme drehte, der erste Spielfilm der Nouvelle-Vague-Regisseurin Agnès Varda. Der Film gewann 1985 in Venedig den Goldenen Löwen. Sandrine Bonnaire erhielt für ihre schauspielerische Leistung 1986 ihren zweiten César als beste Hauptdarstellerin und feierte mit dem Film ihren internationalen Durchbruch, der ihr unter anderem auch den Darstellerpreis der Los Angeles Film Critics Association einbrachte. Varda gewann außerdem die Auszeichnung des Syndicat Français de la Critique de Cinéma als bester französischer Film.
Agnès Varda bedient sich in dem Film der Erzählstruktur von Orson Welles’ Klassiker Citizen Kane, wie sie selbst in einem Interview andeutete: Was Citizen Kane so interessant macht, ist die Art, wie Welles über den Mann erzählt – er lenkt den Blick auf das, was andere über ihn denken. Statt auf einen reichen Pressemogul wendet Varda diese Erzählweise auf eine Aussteigerin vom Rand der Gesellschaft an. Im Zentrum des Films steht nach Varda die Reaktion der Menschen, die Mona flüchtig begegneten, auf sie, der Mona-Effekt, den sie ausübte: sie ist ein Katalysator, einer, der andere zu einer Reaktion zwingt.

## Kritiken
“Varda, who has always been fascinated with the audience's participation in the production of meaning, has created a film in which the reactions of secondary characters build a portrait of an enigmatic woman.”

„Varda, die immer von der Beteiligung des Publikums in der Erzeugung von Bedeutung fasziniert war, hat einen Film geschaffen, in dem die Reaktionen von Nebencharakteren das Portrait einer rätselhaften Frau liefern.“

– Michal Quigley